# Rio de Onor
Rio de Onor fut une freguesia portugaise du concelho de Bragance frontalière, qui avait une superficie de 44,16 km2 et avec une population de 76 habitants en 2011. Elle avait une densité de population de 1,7 hab/km2.
Elle disparut en 2013, dans l'action d'une réforme administrative nationale, ayant fusionné avec la freguesia de Aveleda, pour former une nouvelle freguesia nommée União das Freguesias de Aveleda e Rio de Onor.
Rio de Onor subsiste encore comme village communautaire. Ce régime présuppose un partage et une entraide de tous les habitants, notamment dans les formes suivantes :
- Parage des fours communautaires ;
- Partage de terrains agricoles communautaires, où tous doivent travailler ;
- Partage d'un troupeau, pasteurisé dans les terrains communautaires.

Rio de Onor partage avec le village alentejano de Marco une autre caractéristique unique : le village est traversé au milieu par la frontière internationale entre le Portugal et l'Espagne, sa partie espagnole est officiellement distinguée comme Rihonor de Castilla.